# E. Lilian Todd

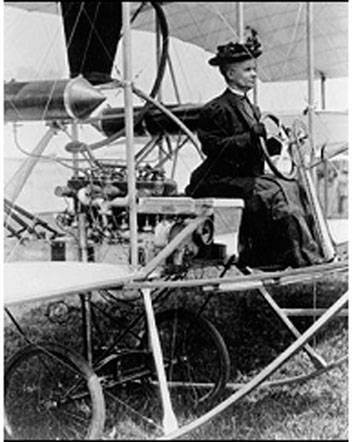
E. Lilian Todd in ihrem Flugzeug

E. Lilian Todd (* 1865 in Washington, D.C.; † 1937) war eine US-amerikanische Erfinderin und Pionierin der Luftfahrt. Sie gilt als die erste Frau, die ein Flugzeug konstruierte.
Schon als Kind interessierte Lilian Todd sich für Mechanik. Ihr erstes Patent meldete sie für eine Papierhalterung für Schreibmaschinen an. Später meldete sie weitere Patente an, darunter eine Sonnenuhr und eine Windharfe. Sie begann, sich für Ballonfahrt zu interessieren, später für die Konstruktion von Flugzeugen.
Sie gründete den Junior Aero Club, in dem sie Kindern und Jugendlichen die Grundlagen der Luftfahrttechnik beibrachte, während sie selbst an ihrem ersten eigenen Flugzeug arbeitete. Für die Finanzierung dieses Projekts gewann sie Olivia Sage, die Witwe Russell Sages. Das 36 Fuß lange Doppeldecker-Flugzeug war 1909 flugbereit. Aus gesundheitlichen Gründen konnte Todd den Testflug nicht selbst antreten, sodass der erste Flug von dem französischen Flugpionier Didier Masson gesteuert wurde.
1911 wurde sie von Olivia Sage als Privatsekretärin angestellt. In dieser Funktion koordinierte sie Sages umfangreiche soziale und politische Aktivitäten.